# 이부키정
이부키정(伊吹町)은 시가현 사카타군에 설치되었던 정이다.  이부키 산기슭에 위치하였다.
일본 소바 발상지로 알려져 있다.윈터 시즌에는 이부키야마 스키장·오쿠이부키 스키장 등에서 관광객이 많아진다.
2005년 10월 1일에 동군 마이하라정, 산토정과 합병해 마이바라시에 편입되어 소멸하였다. 

## 역사
- 1889년 4월 1일 - 정촌제 시행과 함께 6개 촌 구역으로 이부키촌이 성립하였다.
- 1956년 9월 1일 - 이부키촌이 사카타군 스이조촌, 히가시아자이군 히가시구사노촌과 합병해, 새로운 사카타군 이부키촌이 성립하였다.
- 1971년 2월 1일 - 정으로 승격해 이부키정이 되었다.
- 2005년 10월 1일 - 마이하라정, 산토정과 합병해 마이바라시가 성립하였다. 동일 이부키정은 폐지되었다.

## 교통

### 도로
- 국도 제365호선 (일본)(일본어판)